# 가피학증

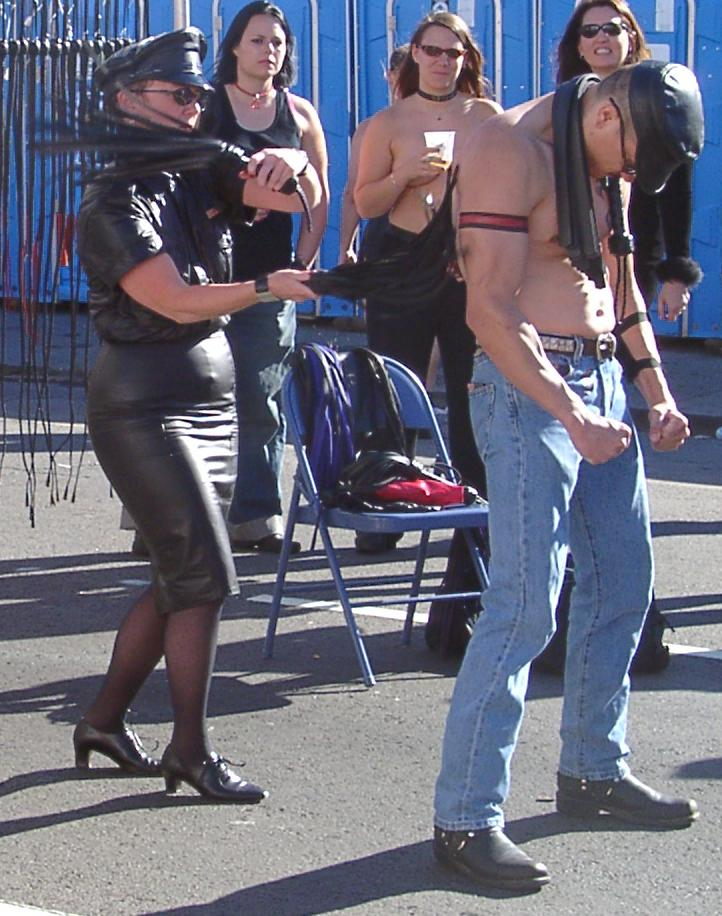
가피학증의 예

가피학증(영어: Sadomasochism, SM)은 인간 중 가학적 또는 피학적 본능을 지닌 사람들이 그 욕구를 충족하기 위한 행위 중 하나이다. 명칭은 가학을 뜻하는 사디즘과 피학을 뜻하는 마조히즘을 합한 것이다.

## 가학 피학증을 소재로 하는 작품

### 성인용 PC 게임
- 루드네스: 비타 섹슈얼리스

## 같이 보기
- 페티시즘
- 사디즘
- 마조히즘
- BDSM